# Codice ATC A01
Il codice ATC A01 "Preparati stomatologici" è un sottogruppo del sistema di classificazione Anatomico Terapeutico e Chimico, un sistema di codici alfanumerici sviluppato dall'OMS per la classificazione dei farmaci e altri prodotti medici. Il sottogruppo A01 fa parte del gruppo anatomico A, farmaci per l'apparato digerente e del metabolismo.
Codici per uso veterinario (codici ATC) possono essere creati, attraverso una lettera Q posta di fronte al codice ATC umano: QA01 ...
Numeri nazionali della classificazione ATC possono includere codici aggiuntivi non presenti in questa lista, che segue la versione OMS.

## A01A Preparazioni stomatologiche

### A01AA Agenti profilattici per la carie
A01AA01 Fluoruro di sodio
A01AA02 Sodio monofluorofosfato
A01AA03 Olaflur
A01AA04 Fluoruro di stagno
A01AA30 Combinazioni
A01AA51 Fluoruro di sodio, combinazioni

### A01AB Antinfettivi e antisettici per trattamento locale orale
A01AB02 Perossido di idrogeno
A01AB03 Clorexidina
A01AB04 Amfotericina B
A01AB05 Polinoxilina
A01AB06 Domifene
A01AB07 8-idrossichinolina
A01AB08 Neomicina
A01AB09 Miconazolo
A01AB10 Natamicina
A01AB11 Vari
A01AB12 Esetidina
A01AB13 Tetraciclina
A01AB14 Cloruro di benzossonio
A01AB15 Ioduro di tibezonio
A01AB16 Mepartricina
A01AB17 Metronidazolo
A01AB18 Clotrimazolo
A01AB19 Sodio perborato
A01AB21 Clortetraciclina
A01AB22 Doxiciclina
A01AB23 Minociclina

### A01AC Corticosteroidi per trattamento locale orale
A01AC01 Triamcinolone
A01AC02 Desametasone
A01AC03 Cortisolo
A01AC54 Prednisolone, combinazioni

### A01AD Altri agenti per trattamento locale orale
A01AD01 Epinefrina
A01AD02 Benzidamina
A01AD05 Acido acetilsalicilico
A01AD06 Adrenalone
A01AD07 Amlexanox
A01AD08 Becaplermin
A01AD11 Vari